# متلازمة بانيان- رايلي- روفالكابا
متلازمة بانيان- رايلي- روفالكابا، هي متلازمة فرط نمو نادرة ومرض مسبب للأورام العيبية. تتضمن المتلازمة تشكل أورام شحمية متعددة تحت الجلد وضخامة رأس وأورام وعائية دموية. ينتقل المرض للأبناء بطريقة وراثية سائدة. ينتمي هذا المرض إلى عائلة متلازمات السلائل الورمية العابية التي تشمل أيضًا ما يلي: متلازمة بوتز- جيغرز ومتلازمة السلائل الشبابية ومتلازمة كاودن. تنجم هذه المتلازمة عن تحور في جين مشابه الفوسفاتاز والتنسين (جين بي تي إي إن). يتسبب التحور في هذا الجين بأمراض ومتلازمات أخرى مثل: متلازمة كاودن ومتلازمة بروتيوس والمتلازمة الشبيهة بمتلازمة بروتيوس. يُشار إلى هذه المتلازمات الأربعة باسم متلازمات مشابه الفوسفاتاز والتنسين الورمية العابية.

## العلامات والأعراض
ترتبط متلازمة بانيان- رايلي- روفالكابا بتضخم في حجم الرأس وأورام أديم متوسط عابية حميدة (أورام وعائية متعددة وسلائل حميدة في الأمعاء). قد تترافق أيضًا بتشوهات شكلية وتأخر نمو عصبي نفسي. لا يؤدي تضخم الرأس إلى توسع البطينات الدماغية أو ارتفاع الضغط داخل الجمجمة، ولكن يعاني هؤلاء الأفراد من ارتفاع خطر الإصابة بالأورام، بسبب تحور جين مشابه الفوسفاتاز والتنسين الموجود في المتلازمة.[بحاجة لمصدر طبي]
يعاني بعض الأفراد من مشاكل في الغدة الدرقية تتضمن: تضخم غدة درقية متعدد العقيدات وأدينوما درقية وسرطان غدة درقية غير لبي متمايز. تنمو معظم الآفات آنفة الذكر ببطء. قد تنشأ الأورام على حساب الأحشاء أو داخل الجمجمة -في بعض الحالات، وهذا قد يسبب نزيفًا أو ضغطًا ميكانيكيًا مصحوبًا بأعراض تختلف بحسب المكان.

## علم الوراثة

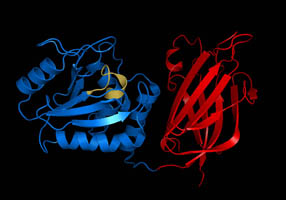
جين مشابه الفوسفاتاز والتنسين.

في معظم الحالات، تتحدد السمات الوراثية لمتلازمة متلازمة بانيان- رايلي- روفالكابا بحسب جين مشابه الفوسفاتاز والتنسين الذي يقدم حوالي 30 طفرة في هذه الحالة. ينظم هذا الجين نمو الخلايا، وعندما لا يعمل بشكل صحيح، سيؤدي إلى إحداث أورام عابية. إن الموضع الكروموسومي لمشابه الفوسفاتاز والتنسين هو على الكروموسوم العاشر في الموقع q23.31، بينما يمتد الموقع الجزيئي من 87863438 إلى 87971930. يوجد العديد من المتلازمات الأخرى المرتبطة بجين مشابه الفوسفاتاز والتنسين إلى جانب متلازمة بانيان- رايلي- روفالكابا.
تجمع المتلازمة بين متلازمة بانيان- زونانا ومتلازمة رايلي- سميث ومتلازمة روفالكابا- مير- سميث. سُمِّيَت متلازمة بانيان- زونانا تيمنًا بجورج بانيان وجوناثان زونانا.

## التشخيص
لا توجد حاليًا طريقة مشخصة للمتلازمة سوى الخصائص الجسدية التي قد تكون موجودة كعلامات أو أعراض. ومع ذلك، تستطيع العديد من اختبارات الوراثة الجزيئية (واختبارات الوراثة الخلوية) تشخيص متلازمة بانيان- رايلي- روفالكابا.

### التشخيص التفريقي
يتضمن التشخيص التفريقي لمتلازمة بانيان- رايلي- روفالكابا ما يلي:
- متلازمة السلائل الشبابية.
- متلازمة بوتز- جيغرز.
- متلازمة بروتيوس.
- الورم العصبي الليفي من النوع الأول.
- متلازمة كاودن.

## التدبير والعلاج

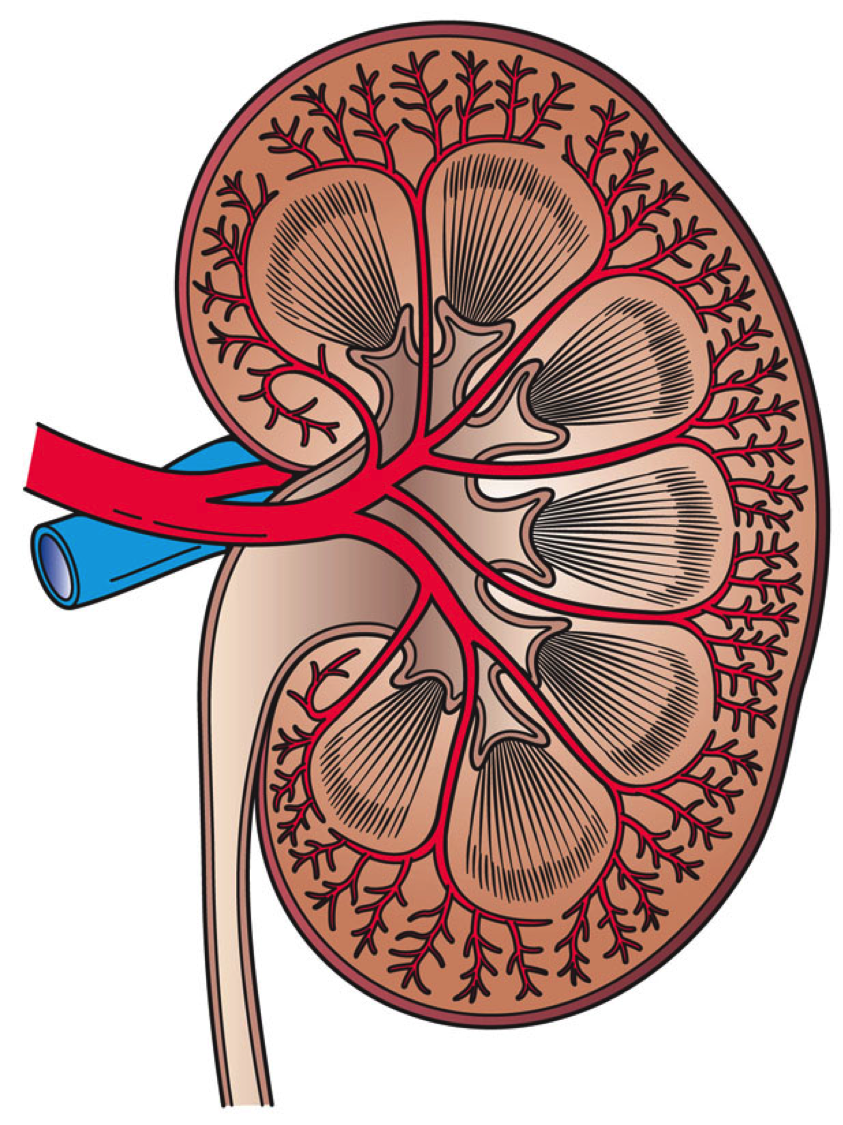
كلية.

في ما يتعلق بالتدبير والعلاج، يجب على الطبيب علاج العلامات أو الأعراض الموجودة، ولا يوجد أي إرشادات توجيهية أخرى في هذا الشأن حاليًا. يجب فحص الفرد المصاب لتحري وجود أو تطور أورام في الأعضاء التالية:
- الغدة الدرقية.
- الثدي.
- الكلى.